# Isla Ae
La isla Ae es una isla ubicada en las Islas Salomón.
Las coordenadas de la isla son 6°58'60" S y 156°1'59" en formato DMS o -6.98333 y 156.033 en grados decimales.